# エンディングデモ
エンディングデモ（Ending Demonstration）は、コンピュータゲームでゲーム終了後（クリア後）に流れる演出画面。略語はED。

## 画面のタイプ
- スタッフロール
- 「ゲームオーバー」が表示されるだけ（レトロゲームやアーケードゲームに多い）。
- 登場キャラクターや世界のその後を追って回り、後日談を知らせる（コンピュータRPGに多い）。
- エンディングデモ終了後、再び最初からゲームが始まる（シューティングゲームに多い）。

## バッドエンド
一般的には良い結末がエンディングと呼ばれるが、一部において後味の悪い結末、目的を達成できないまま終わるエンディングが存在する。そのようなエンディングはバッドエンドと称される。

## 特殊な方法で迎えるエンディング
全てがゲームの最終目的を達成したエンディング、あるいは未完のまま終わるバッドエンドというわけではなく、ゲームの途中に特別な条件を満たしてエンディングを迎えることもある。いわゆる「マルチエンディング （英語: multiple endings）」の類である。
- 任意のタイミングで稼業を引退する（『メタルマックス』等）。
- ゲームの序盤にもかかわらず、選択肢次第では後日談という形でスタッフロールが流れてゲームが終了してしまうこともある（『メタルマックス3』等）。
- クライマックス直前に隠しストーリーに分岐し、全く違う形でエンディングを迎える（『Kanon』の佐祐理シナリオ等）。

## 備考
一度見たエンディングデモを再度見るための条件も様々。
- もう一度ゲームの最後までプレイする必要がある（クリア後の世界を冒険できないゲームに多い）。
- 任意のタイミングで何度でも見られる。作品によっては最終決戦まで巻き戻ることができる場合もある（『ドラゴンクエストIX 星空の守り人』等、クリアしてセーブすると、その後の世界を冒険し始めるゲームに多い）。
- そのデータでは二度と見ることはできない（『メダロット』シリーズ、『ジョーカー2』を除く『ドラゴンクエストモンスターズ』シリーズ等）。